# Estación de Salgesch
La estación de Salgesch es la principal estación ferroviaria de la comuna suiza de Salgesch, en el Cantón del Valais.

## Historia y situación

Antigua estación

La estación de Salgesch fue inaugurada en el año 1877 con la puesta en servicio del tramo Sierre/Siders - Leuk, que al año siguiente llegaría hasta Brig, y que pertenece a la línea Lausana - Brig, más conocida como la línea del Simplon.
Se encuentra ubicada en el borde sureste del núcleo urbano de Salgesch. Cuenta con dos andenes laterales a los que acceden dos vías pasantes.
En términos ferroviarios, la estación se sitúa en la línea Lausana - Brig. Sus dependencias ferroviarias colaterales son la estación de Sierre/Siders hacia Lausana, y la estación de Leuk en dirección Brig.

## Servicios ferroviarios
Los servicios ferroviarios de esta estación están prestados por SBB-CFF-FFS y por RegionAlps, empresa participada por los SBB-CFF-FFS y que opera servicios de trenes regionales en el Cantón del Valais:

### Regional
- R Saint-Gingolph - Monthey - San Mauricio - Sion - Brig. Efectúa parada en todas las estaciones y apeaderos del trayecto. Algunos trenes sólo realizan el trayecto Monthey - Brig. Operado por RegionAlps.